# Saint-Oyen (Savoie)
Saint-Oyen eine Commune déléguée in der französischen Gemeinde Grand-Aigueblanche mit 195 Einwohnern (Stand 1. Januar 2022) im Département Savoie in der Region Auvergne-Rhône-Alpes.

## Geographie

### Lage
Saint-Oyen liegt auf 616 m, etwa 44 km östlich der Präfektur Chambéry, 82 km südsüdöstlich der Stadt Genf und 69 km ostnordöstlich der Stadt Grenoble (Luftlinie). Das Dorf liegt auf einem Hang oberhalb der Isère in der historischen Provinz Tarentaise. Zwei flächenmäßig erheblich größere Nachbargemeinden umgeben Saint-Oyen, diese sind La Léchère im Norden und Westen sowie Aigueblanche im Osten und Süden.

### Topographie
Die Fläche des 2,11 km2 großen Gebiets der Commune déléguée bedeckt einen Hang an der linken Talflanke der Isère, die hier zwischen Moûtiers und Albertville in nordwestlicher Richtung fließt. Die untere Grenze der Commune déléguée verläuft etwa 50 m oberhalb des Talbodens, während die höchste Erhebung des Bodens der Commune déléguée bei 1102 m in den Ausläufern des Lauzière-Massivs liegt. Ein kleiner Gebirgsbach, der Morel, verläuft entlang der südlichen Grenze der Commune déléguée. Das Siedlungsgebiet konzentriert sich auf den südlichen Teil der Commune déléguée, während der nördliche dicht bewaldet ist.

## Geschichte
Die Tarentaise war schon vor der Römerzeit vom keltischen Volk der Ceutronen besiedelt. Erstmals urkundlich erwähnt wurde Saint-Oyen im Hochmittelalter zur selben Zeit wie die umliegenden Orte, 1170 als Ecclesia de Sancto Eugendo. Im 17. und 18. Jahrhundert war die Schreibweise Saint-Hoyen(d) gebräuchlich. Der Namenspatron ist der heilige Eugendus, Abt im Kloster Condat (Saint-Claude) im 6. Jahrhundert. Im Mittelalter und im Ancien Régime bestand in Saint-Oyen eine kleine Herrschaft, zu der auch die Dörfer Doucy-en-Tarentaise (heute zu La Léchère) und Le Bois gehörten.
Die Gemeinde Saint-Oyen wurde am 1. Januar 2019 mit Le Bois und Aigueblanche zur Commune nouvelle Grand-Aigueblanche zusammengeschlossen. Sie hat seither des Status einer Commune déléguée. Sie gehörte zum Kanton Moûtiers im Arrondissement Albertville. Die Gemeinde war Mitglied im Gemeindeverband Vallées d’Aigueblanche.

## Sehenswürdigkeiten
Die Dorfkirche von Saint-Oyen stammt aus dem 14. Jahrhundert und wurde im 17. und 18. Jahrhundert erneuert.

## Bevölkerung
| Bevölkerungsentwicklung | Bevölkerungsentwicklung |
| Jahr                    | Einwohner               |
| ----------------------- | ----------------------- |
| 1962                    | 116                     |
| 1968                    | 115                     |
| 1975                    | 143                     |
| 1982                    | 173                     |
| 1990                    | 200                     |
| 1999                    | 194                     |
| 2006                    | 211                     |
| 2011                    | 202                     |

Mit 220 Einwohnern (Stand 1. Januar 2016) gehörte Saint-Oyen zu den kleinen Gemeinden des Département Savoie. Nachdem die Einwohnerzahl in der ersten Hälfte des 20. Jahrhunderts leicht rückläufig war (1901 wurden noch 174 Einwohner gezählt), wurde seit Mitte der 1970er Jahre wieder eine Bevölkerungszunahme verzeichnet. Die Ortsbewohner von Saint-Oyen heißen auf Französisch les Saint-Oyennais(es).

## Wirtschaft und Infrastruktur
In Saint-Oyen gibt es einige wenige Betriebe des lokalen Kleingewerbes, darunter auch zwei Landwirte. Das Dorf hat sich vor allem zu einer Wohngemeinde entwickelt, deren Erwerbstätige in den größeren Ortschaften der Umgebung ihrer Arbeit nachgehen.
Die Ortschaft liegt unweit der Hauptverkehrsader der Tarentaise, der zweispurig ausgebauten Nationalstraße N90 am gegenüberliegenden Isère-Ufer mit Zufahrten in Aigueblanche und Château-Feuillet (Teil von La Léchère). Diese geht talabwärts bei Albertville in die Autobahn A430 über. Die Departementsstraße D94 erklimmt von Aigueblanche aus in engen Serpentinen den Hang von Saint-Oyenvon und erschließt die Ortsteile Doucy-en-Tarentaise und Combelouvière von La Léchère. Haltepunkte an der Bahnstrecke Saint-Pierre-d’Albigny–Bourg-Saint-Maurice befinden sich in Château-Feuillet und Moûtiers. Als Flughäfen in der Region kommen Chambéry-Savoie (Entfernung 82 km) und Genf (123 km) in Frage.

## Gemeindepartnerschaften
Der Ort unterhält Partnerschaften mit Gemeinden gleichen Namens, und zwar mit:
- der italienischen Gemeinde Saint-Oyen in der autonomen Region Aostatal seit 1986,
- der Schweizer Gemeinde Saint-Oyens im Kanton Waadt seit 1986,
- der französischen Gemeinde Montbellet – einer ihrer Weiler heißt Saint-Oyen – im Département Saône-et-Loire seit 2002.